# Konrad Duden
Konrad Alexander Friedrich Duden, född 3 januari 1829, död 1 augusti 1911, var en tysk filolog.
Duden är känd för sina handböcker, särskilt Vollständiges orthographisches Wörterbuch der deutschen Sprache (1880 och senare utgåvor). Denna rättskrivningsordbok blev grunden för första bandet i serien Der grosse Duden, som också omfattar handböcker i bland annat etymologi, grammatik, ortografi, stilistik, synonymi, främmande ord och uttal.